# Crystal Style
Albums de Crystal Kay
4 Real
(2003) Call Me Miss...
(2006)
Compilations par Crystal Kay
CK5
(2004)
Singles
Crystal Style est le 5e album de la chanteuse Crystal Kay, sorti sous le label Sony Music Entertainment Japan le 2 mars 2005 au Japon. Il atteint la 2e place du classement de l'Oricon, et reste classé pendant 31 semaines, pour un total de 296 756 exemplaires vendus. Il sort en édition normale et en édition limitée (avec une chanson en plus).

## Liste des titres
| 1.  | Bye My Darling!                                           | Crystal Kay et Satomi                    | AKIRA                                     | 4:03 |
| 2.  | Make You Mine                                             | Crystal Kay, Ashley Ingram, H.U.B        | Ashley Ingram, Crystal Kay                | 2:41 |
| 3.  | Bet You Don't Know                                        | Crystal Kay, Ashley Ingram, H.U.B        | Ashley Ingram, Crystal Kay                | 4:36 |
| 4.  | Kiss                                                      | Satomi                                   | Matsumoto Kiyoshi                         | 5:30 |
| 5.  | Tears                                                     | Saeko Nishio                             | Hisatsgu Noto                             | 4:59 |
| 6.  | Love It Take It                                           | Natsumi Watanabe                         | Jamelia Davis, Sean Hosein, Dane Deviller | 3:26 |
| 7.  | & Brand-New                                               | Natsumi Watanabe                         | Hiroaki Ohno                              | 4:02 |
| 8.  | Flowers                                                   | Soulshock & Karlin, Beckham              | Soulshock & Karlin, Beckham               | 5:41 |
| 9.  | Magic                                                     | Saeko Nishio                             | Troy Oliver, Yummy Sory                   | 3:39 |
| 10. | We Gonna Boogie                                           | T. Kura, MICHIKO                         | T. Kura, MICHIKO                          | 3:59 |
| 11. | Baby Cop feat. Mummy-D                                    | D. Sakama                                | T. Takeuchi, D. Sakama                    | 5:07 |
| 12. | MY Everything                                             | Crystal Kay, Ashley Ingram, Saeko Nishio | Crystal Kay, Ashley Ingram                | 5:35 |
| 13. | Home Girls                                                | H.U.B                                    | Shunsuke Minami                           | 4:13 |
| 14. | Make You Mine (English Version) (First press bonus track) | Crystal Kay, Ashley Ingram, H.U.B        | Ashley Ingram, Crystal Kay                | 2:39 |